# HMS Unicorn (I72)
Pour les articles homonymes, voir I72.
Pour les autres navires du même nom, voir HMS Unicorn.
Le HMS Unicorn est un navire de réparations, et un porte-avions léger construit pour la Royal Navy à la fin des années 1930. Il est achevé durant la Seconde Guerre mondiale et fournit un soutien aérien durant le débarquement amphibie à Salerne en Italie, en septembre 1943. À la fin de l'année, il est transféré à la Eastern Fleet dans l'Océan Indien. Il appuie alors les porte-avions de la flotte jusqu'à la formation de la British Pacific Fleet en novembre 1944. Il est transféré en Australie début 1945 pour participer à l'Opération Iceberg. Il sera retiré du service et renvoyé au Royaume-Uni en janvier 1946.

## Source
- (en) Cet article est partiellement ou en totalité issu de l’article de Wikipédia en anglais intitulé « HMS Unicorn (I72) » (voir la liste des auteurs).